# Теодор Петерсон
Теодор Петерсон  (швед. Teodor Peterson, 1 травня 1988) — шведський лижник, олімпійський медаліст.

## Виступи на Олімпіадах
| Олімпіада     | Дисципліна       | Місце |
| ------------- | ---------------- | ----- |
| Ванкувер 2010 | спринт           | 11    |
| Ванкувер 2010 | командний спринт | 15    |
| Сочі 2014     | спринт           | 2     |